# Nova Pádua
Nova Pádua est une municipalité brésilienne située dans l'État du Rio Grande do Sul.
Ville blanche et aisée, Nova Pádua est la ville du pays qui a le plus voté en faveur de Jair Bolsonaro lors de l'élection présidentielle de 2018 (92,96 %).